# 曹京
曹 京（そう けい、生没年不詳）は、中国の後漢時代末期の人物。父は曹操。母は李姫。同母兄弟は曹乗・曹整。
早逝したと言われる。魏の時代に当たる太和5年（231年）、霊の殤公として領国と諡号を追贈されたが、跡継ぎはいなかった。